# Bimbo's Initiation
Bimbo's Initiation é um curta-metragem animado e produzido por Fleischer Studios em 1931 estrelado por Bimbo e apresentando uma versão inicial de Betty Boop com orelhas e nariz de cachorro. Foi o último desenho animado de Betty Boop a ser animado pelo co-criador da personagem, Grim Natwick.

## Sinopse
Bimbo está andando na rua quando de repente é empurrado em um bueiro aberto por Samson Mouse. Bimbo cai na sede subterrânea de uma sociedade secreta. O líder pergunta a Bimbo se ele gostaria de ser um membro da sociedade, mas Bimbo recusa a oferta. Bimbo é então enviado por uma série de eventos perigosos. Ele é repetidamente convidado pelo líder a se juntar, mas continua a recusar a oferta. Ele foge de várias armadilhas mortais com o coração literalmente na boca, antes de cair na frente do líder da ordem misteriosa mais uma vez. Bimbo ainda se recusa a se tornar um membro até que a líder se revela como sendo Betty Boop. Bimbo muda de ideia e aceita a oferta. O resto dos membros da sociedade tiram suas fantasias, mostrando que são todos clones de Betty.

## Elenco
Mae Questel ... Betty Boop

Billy Murray ... Bimbo